# Xestospongia ridleyi
Xestospongia ridleyi är en svampdjursart som först beskrevs av Keller 1891.  Xestospongia ridleyi ingår i släktet Xestospongia och familjen Petrosiidae.
Artens utbredningsområde är Röda havet. Inga underarter finns listade i Catalogue of Life.